# Sudetoněmecká strana

Vlajka sudetoněmeckých dobrovolníků

Sudetoněmecká strana (německy: Sudetendeutsche Partei, SdP, neformálně označovaná jako henleinovci) byla politická strana v Československu za První republiky, založená 1. října 1933 Konradem Henleinem, původně pod názvem Sudetendeutsche Heimatfront (česky: Sudetoněmecká vlastenecká fronta). Cílem strany bylo prosazování zájmů sudetských Němců v Československu.

## Vznik
Vypuknutím Velké hospodářské krize (1929) a později nástupem Hitlera k moci (1933) se začala dramaticky měnit vnitropolitická situace v Československu. Pohraniční oblasti osídlené německou menšinou, které byly vázány ve velké míře na export a které do té doby prosperovaly, byly krizí postiženy nejvíce. V Německu začalo velké nacistické propagandistické tažení, jehož součástí se stalo Československo, tamní demokracie a tamní německá menšina.
Nově vzniklá strana měla prosazovat zájmy Němců v Československu. Oficiálně měla hlásat loajalitu k Československu tak, aby byla ze strany státu nenapadnutelná. Zároveň měla dosáhnout maxima německých národních cílů. Náročný úkol představovala samotná volba vůdce nové strany. Prvním kandidátem se stal rektor Německé univerzity v Praze Mariano San Nicolò, který to ale odmítl. Dalším vhodným kandidátem se stal vedoucí představitel německé tělocvičné organizace Deutscher Turnverband (DTV) Konrád Henlein. V rámci příprav na založení strany se Henlein zúčastnil turnerských slavností zahraničních Němců ve Stuttgartu, kde byl přijat samotným Adolfem Hitlerem. Nová organizace pod názvem Sudetoněmecká vlastenecká fronta (německy Sudetendeutsche Heimatsfront, SHF) se ustavila 1. října 1933, kdy vydal Henlein prohlášení, kterým oznámil její vznik. Organizace měla odstranit politické stranictví a pečovat o celý „sudetoněmecký kmen“ bez ohledu na jednotlivé stavy.
| „                                                                                   | Organizátor Tělocvičného spolku K. Henlein, opírající se o Svaz věrného kamarádství, se pokouší se souhlasem zdejšího nacionálněsocialistického vedení sjednotit pod názvem Fronta sudetoněmecké domoviny nacionální Sudetoněmectvo, pokud není kompromitováno procesy. | “ |
| — německý vyslanec v Praze Walter Koch 5. 10. 1933 německému ministerstvu zahraničí | |   |

Henlein původně ve svých projevech (až do roku 1937), zdůrazňoval odstup od německého národního socialismu a ujišťoval o loajalitě k Československému státu a zdůrazňoval uznání myšlenky občanských svobod. V roce 1934 tak Henlein v České Lípě pro české agrární noviny Večer prohlásil, že odsuzuje jak pangermanismus, tak panslavismus a odsuzuje i fašismus, nacismus a bezbřehý liberalismus.
| „                                                    | Říkám jasně, že jsem s hitlerismem nikdy neměl a nemám nic společného. Německý nacionální socialismus končí pro nás na hranicích, stejně jako tam končí SHF. Nejsme žádným pokračováním Krebsovy strany. | “ |
| — Konrád Henlein 9. října 1934 pro Rumburger Zeitung | |   |

V prosinci 1935 byl Henlein pozván do Velké Británie na pozvání Královského institutu pro mezinárodní záležitosti. Ve svém projevu připustil, že i sudetští Němci mají díky svému radikalismu vinu na špatných vztazích mezi Čechy a Němci, ale zároveň ostře kritizoval českou politiku ve vztahu k menšinám. Na přednáškovém turné v Londýně byl pak Henlein ještě třikrát, v letech 1936, 1937 a 1938. Setkal se s např. s W. Churchillem nebo Lewisem Sinclairem, ale s žádným členem britské vlády. Stále však prohlašoval, že se snaží o řešení problému sudetských Němců v rámci Československa. Od léta 1934 bylo zahájeno financování činnosti SHF z Říše a odtud přicházela i podpora pro propuštěné z vězení. 30. dubna 1935 se SHF přejmenovalo na Sudetendeutsche Partei, aby se jako politická strana pak mohlo zúčastnit parlamentních voleb. Od listopadu 1937 vedení SdP koordinovalo svoji politiku s vedením NSDAP tak, aby došlo k oddělení Sudet od československého státu a došlo k integraci oblastí s převážně německým obyvatelstvem s německým státem.

## Stupňování požadavků
Československá vláda dávala zpočátku jasně najevo, že nepočítá se spoluprací s SdP, ale hodlá nadále jednat jen s aktivistickými stranami (aktivistické strany ale zastupovaly pouze 30 % voličů z řad sudetských Němců). Vláda však byla zanedlouho nucena zahájit jednání s SdP, jelikož vliv aktivistických stran postupně slábl. Československá vláda 18. února 1937 přijala Program národnostní politiky, kterým vyšla (poněkud opožděně) vstříc požadavkům sudetských Němců. S tímto dokumentem souhlasily všechny sudetoněmecké demokratické politické strany, avšak SdP ho ihned zpochybnila a zavrhla. Bylo naprosto zřejmé, že hesla o zlepšení situace sudetských Němců v ČSR jsou záminkou, aby mohlo dojít k cíli pro německé nacionalisty prvořadého – rozbití Československa a získání jeho území. Toto potvrdil později i Konrád Henlein, když ve svém projevu ve Vídni dne 4. března 1941 mimo jiné řekl: „Právě zde, v dunajské kotlině a Sudetech povstali první hlasatelé Velkého Německa, právě zde zapustila kořeny idea pangermanismu… Abychom se zpočátku vyhnuli zásahům českých úřadů a rozpuštění, museli jsme zpočátku skrývat naši příslušnost k nacionálnímu socialismu. … Během několika let se sudetským Němcům podařilo ohrozit vnitřní stabilitu Československa tak zásadně, že bylo zralé na likvidaci…“
16. října 1937 Henleina poprvé osobně přijal předseda vlády Milan Hodža. Bylo to první přijetí Henleina členem vlády. Dne 17. října 1937 došlo v Teplicích k zinscenovanému incidentu (známému jako Teplický incident) poslance SdP K. H. Franka s policií, při němž Frank bezdůvodně napadl a zranil tři policisty, což však bylo henleinovskou propagandou zneužito a vyloženo jako útok proti sudetoněmeckému poslanci. Tento čin přispěl k vyhrocení situace a pomohl upoutat pozornost ciziny na sudetoněmeckou otázku. Henlein dostával pokyny z Berlína, ve kterých byl nabádán „k ostrému vyhrocení věcí v Československu a posun sudetoněmeckých autonomistických požadavků do čela evropské politiky“. V otevřeném dopise Henlein oznámil E. Benešovi, že SdP jde o autonomii územní, nikoli o autonomii národní, což neznamenalo nic jiného, než požadavek odtržení pohraničních oblastí od Československa. V listopadu poslal K. Henlein Hitlerovi dopis, ve kterém mu sdělil, že „netouží po ničem tak horoucně, jako po začlenění sudetoněmeckého území, ba celé oblasti Čech, Moravy a Slezska, do Říše.“ V této době se vyhrocovala situace v pohraničí, Češi byli od Němců napadáni, byly jim odmítány služby v obchodu a pohostinství, byli nuceni čelit nátlaku německých výrostků v podkolenkách, kteří pořádali místní demonstrace a pochody, při nichž skandovali: „Heim ins Reich!“ (domů do Říše!)

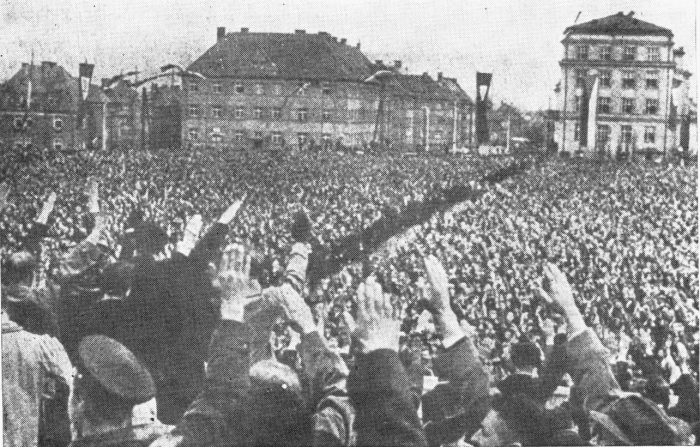
Stoupenci SdP v Liberci 1. května 1938

V průběhu roku 1938 dále rostl počet členů SdP. Zatímco v lednu 1938 měla strana asi 542 000 členů, tak do března vystoupal jejich počet na 759 289. Do SdP vstupovali na některých místech dokonce i starousedlí Češi s argumentem, že musí takto chránit své rodiny. K nárůstu počtu členů strany přispíval hospodářský a sociální nátlak. Mnohé německé firmy v pohraničí nutily své zaměstnance ke vstupu do SdP. Naopak především členům německé sociální demokracie bylo vyhrožováno ztrátou zaměstnání. Stranické noviny Die Zeit zveřejnily jména německých dětí navštěvujících české školy, aby mohl být vyvíjen nátlak na jejich rodiče. Němcům, kteří nevstoupí do SdP bylo členy strany vyhrožováno, že je po připojení k Německu čeká zabavení majetku a koncentrační tábor.
| „                                                    | Žít jako nenacista v sudetských okresech bylo čiré hrdinství. | “ |
| — britská novinářka Sheila Grant Duffová v roce 1938 |                                                               |   |

Vzrůst členstva SdP dále akceleroval po anšlusu Rakouska. Už 17. března Henlein vyzval všechny členy aktivistických stran, aby „nestáli stranou“, ale vstoupili do jeho strany. Pod vlivem události tak odešel z vlády 23. března Německý svaz zemědělců (Bund der Landwirte) a 25. března Německá křesťansko sociální strana lidová (Deutsche Christlichsoziale Volkspartei) a poslanci obou stran vstoupili do poslaneckého klubu SdP. Také mnoho členů těchto stran vstupovalo do Henleinovy strany. V dubnu 1938 tak stoupl počet členů strany na 770 101. Letáky SdP dokonce hlásaly, že po 31. květnu už nikdo do strany přijat nebude a podle některých pamětníků se šířila „panika z blížící se zavírací hodiny“. To bylo podpořeno i rostoucím zastrašováním a ostrakizací jinak smýšlejících obyvatel, které přesvědčily zatím nerozhodnuté o tom, že je nezbytné vstoupit do strany. V květnu tak bylo členy strany už 1 320 193 sudetských Němců. Vzhledem k počtu obyvatel Sudet (3 070 938 podle sčítání lidu z roku 1930) lze počet členů strany označit za mimořádně vysoký.
Dne 1. května 1938 zorganizovala SdP na mnoha místech veřejné manifestace, kterých se zúčastnilo velké množství sudetských Němců. Největší demonstrace proběhly v Ústí nad Labem a v Děčíně s účastí 70 000, respektive 55 000 lidí. Na demonstracích se provolávaly hesla Ein Reich, ein Volk, ein Führer a zdravili se vztyčenou pravicí a hesly Sieg Heil a Heil Hitler.
| „                                                         | SdP dává zcela otevřeně najevo svůj protistátní a nacionálněsocialistický charakter. Obecně se počítá s brzkým připojením ke třetí říši. Pasivní chování státních orgánů tuto domněnku potvrzuje. Téměř všichni němečtí státní a veřejní úředníci vstoupili do SdP, protože nechtějí promeškat okamžik připojení. | “ |
| — Zpráva frýdlantského funkcionáře DSAP ze 7. května 1938 | |   |

V takové atmosféře proběhly v Československu obecní volby. Po několika odkladech proběhly volby na většině území 22. května, 29. května a 12. června. Jen několik dní před volbami (17. května) vláda povolila stranické „ochranné oddíly“ (Freiwilliger Schutzdienst). SdP tak získala legální nástroj, který využívala v předvolebním boji a k otevřenému zastrašování svých protivníků za pomoci teroristických metod. Ve více než polovině obcí se tak podařilo SdP prosadit, že byla podána jen jejich kandidátka a samotný volební akt se vůbec nekonal. V těchto volbách získala SdP 1 116 726 z 1 297 248 německých hlasů. Celkem tak získala 89,87 % německých hlasů. Zbývajících více než 10 % hlasů získala německá sociální demokracie.

## Krize 1938

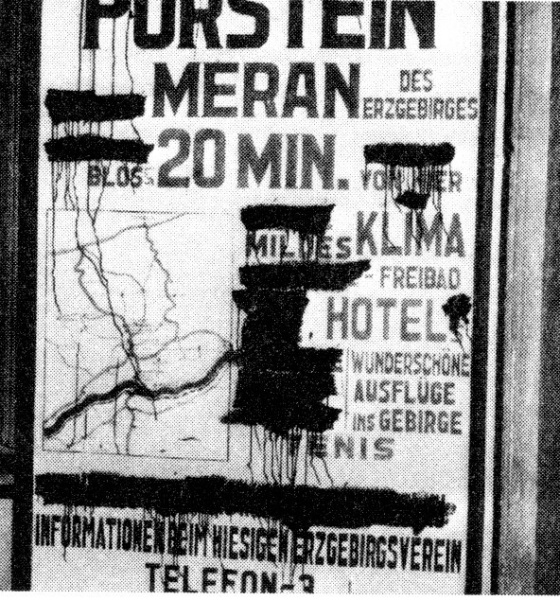
Likvidace českých nápisů v pohraničí

28. března 1938 vykonal Konrád Henlein návštěvu u Adolfa Hitlera v Berlíně, při níž Hitler Henleinovi deklaroval, že SdP musí předkládat takové požadavky, které budou pro československou vládu nepřijatelné. Tato politika odsoudila k nezdaru jakkoliv velkorysé návrhy československé vlády vůči sudetským Němcům. Počátkem dubna byl čs. vládou schválen návrh nového národnostního statutu, který však opět SdP označila jako nedostatečný. 24. dubna 1938 byly Henleinem na sjezdu SdP předloženy tzv. „Karlovarské požadavky“, které vycházely z jeho jednání s Adolfem Hitlerem. Tento dokument obsahoval vedle autonomistických prvků i takové nároky, které byly z hlediska národnostního, z hlediska principů právního demokratického státu i z hlediska státní suverenity pro Československo nepřijatelné. V květnových a červnových komunálních volbách získala SdP kolem 90 % hlasů německých voličů. Dne 30. června 1938 bylo čs. vládou schváleno znění tzv. národnostního statutu, který byl velkým ústupkem vůči sudetským Němcům, avšak i tento dokument byl SdP v duchu „doporučení“ Adolfa Hitlera odmítnut. V létě SdP zpracoval dokument označený jako „Základní plánování O. A.” (Grundplanung O.A.), který počítal s rozbitím Československa a s postupným poněmčením území Čech a Moravy, což korespondovalo i s dalšími pozdějšími plány na konečné řešení české otázky. 3. srpna 1938 zahájil britský lord Walter Runciman pražskou misi, jejímž cílem bylo urovnat spory mezi československou vládou a německou menšinou, reprezentovanou SdP. Avšak i tato mise skončila bezvýsledně, protože SdP stále odmítala jakýkoliv kompromis. Počátkem září byl československou vládou schválen „Návrh o postupu jednání ohledně úpravy národnostních otázek“, který vznikl na základě přímých rozhovorů vyjednavačů SdP, a který vycházel v zásadě vstříc většině požadavků Karlovarského programu. Tento plán přijala jak Runcimanova mise, tak část z umírněnějších předáků SdP, kteří uznávali, že plní většinu Karlovarského programu.
Benešův nový návrh přijala vláda 5. září. Představitelům SdP pak byl předložen o dva dny později. Tento návrh překvapil svou vstřícností samotné sudetoněmecké představitele, když plnil 90–95% požadavků obsažených v Karlovarském programu.
| „                                             | Je nutné pokládat za jisté, že rozhodujícím českým politikům, zejména Benešovi, bylo absolutně jasné, že pokud taková dohoda bude opravdu uskutečněna, získají Němci takové postavení v česko–moravském prostoru v souvislosti s obklíčením tohoto prostoru velkoněmeckou říší a při plné, dohodou umožněné součinnosti sudetoněmeckých a říšskoněmeckých sil, že do určité míry jednotný stát sice bude formálně i nadále existovat jako suverénní, samostatný a hranicemi vymezený, prakticky se ale v krátké době dostane nejen pod ekonomickou a duševní, ale i zahraničněpolitickou a vojenskou nadvládu. | “ |
| — Ernst Kundt v memorandu pro Auswärtiges Amt | |   |

Představitelé SdP si dobře uvědomovali, že odmítnutí takto velkorysého plánu, by celému světu ukázalo, že jejich cílem není reforma Československa, ale jeho zničení a podmanění Třetí říší. Někteří umírnění představitelé strany navrhovali, aby byl Benešův návrh přijat, protože podle jejich názoru by československá vláda během následujících měsíců musela sama většinu návrhů odvolat pod tlakem českého veřejného mínění. Radikálové v čele s K. H. Frankem však prosadili variantu, že se plán sice nezamítne, ale využije se nějaké záminky pro ukončení rozhovorů s vládou. Touto záminkou se ještě téhož dne stal tzv. Ostravský incident. Dne 7. září 1938 došlo při demonstrací 500 stoupenců SdP před budovou krajského soudu v Ostravě k incidentu, při kterém policista udeřil poslance za SdP. Situace, která byla podle Waltera Runcimana vyprovokována demonstrujícími sudetskými Němci, posloužila zástupcům SdP jako záminka nejdříve k přerušení a později i k ukončení jednání s československou vládou.

## Sudetoněmecký puč

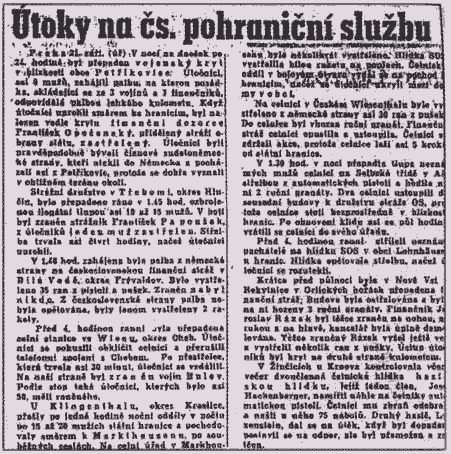
Noviny informující o útocích sudetoněmeckých teroristů na četnické stanice

Situace se vyhrotila dne 12. září 1938, kdy na sjezdu NSDAP v Norimberku Hitler nevybíravě zaútočil proti Československu a proti prezidentu Benešovi, což podnítilo sudetské Němce k vyvolání nepokojů především v západních Čechách. Množily se útoky na veřejné budovy, české školy, československé úředníky a policisty, a také německé sociální demokraty a komunisty. Někteří z nich byli zabiti, jiní odvlečeni do Německa.
| „                                                                                | Po Hitlerově projevu se vyskytly dosud v 70 místech sudetských srážky, pokusy vzbouření, sabotáží, obsazení nádraží, četnických stanic, poštovních úřadů, domů a židovských obchodů, násilí na českých lidech – vše vyvoláno členy SdP. Stát je všude pánem situace. Doposud 8 mrtvých, polovic Čechů, 17 raněných. Vláda odpovídá zavedením stanného práva v 8 německých okresech, zastavením všech politických akcí a schůzí po celé republice. | “ |
| — Z telegramu ministra zahraničí Kamila Krofty ze dne 13. září 1938 vyslanectvím | |   |

Přes očekávání radikálních vůdců SdP nenabyly nepokoje takového rozsahu, jak předpokládali, ale rozšířily se pouze do 16 z 49 pohraničních politických okresů. Po vyhlášení stanného práva v okresech postižených nepokoji a po posílení jednotek SOS a nasazení armády v pohraničí se situace mírně zlepšila.
| „                                                       | Rozšíření zprávy, že vedení SdP uprchlo, zapůsobilo na území německé menšiny drtivě. Československá vláda je v současné době skutečným pánem situace. | “ |
| — Z hlášení německého vyslanectví v Praze 17. září 1938 | |   |

Ještě téže noci došlo na řadě míst v pohraničí k útokům henleinovských bojůvek proti čs. policejním stanicím, celnicím, poštám, apod., při nichž bylo zavražděno několik desítek úředníků a vojáků. Vláda provedla ihned řadu vojenských opatření, avšak vedení SdP ultimativně žádalo 13. září československou vládu o jejich odvolání. Když toto vláda odmítla akceptovat, uprchla většina lídrů SdP do říše, kde ještě 14. září Henlein pronesl projev v lipském rozhlase, v němž mj. deklaroval znovu touhu svých krajanů žít „ve své domovině, vrátit se do říše“. V té době již Adolf Hitler a Konrád Henlein schválili vznik Sudetoněmeckého dobrovolnického sboru (Sudetendeutsches Freikorps – SFK). Jeho úkolem bylo udržovat v českých a moravskoslezských pohraničních oblastech napětí, vyvolávat nepokoje a ozbrojené srážky. Jádro jednotek tvořili henleinovští ordneři a turneři, přičemž zbraně a střelivo dodal wehrmacht z arzenálu rakouské armády. 16. září 1938 československá vláda rozpustila SdP a vydala zatykač na Henleina a K. H. Franka; ti uprchli do Německa. SFK zahájil svou činnost v noci z 19. na 20. září přepady československých celnic a policejních stanic. V noci z 21. na 22. září dokonce vstoupili na československé území říšskoněmecké oddíly SA a SS s cílem obsadit celou oblast i s městem.[zdroj?] Při těchto akcích byli stříleni jak příslušníci ozbrojených složek Stráže obrany státu (SOS), tak i civilní obyvatelstvo, a to převážně zbaběle ze zálohy. Celkem bylo zabito 110 Čechů a dalších 2029 jich bylo zajato a odvlečeno do Německa. Celý SFK byl statutárně podřízen vůdci SdP Konrádu Henleinovi, přičemž výcvik zajišťovala převážně SA a SS. Na tuto situaci reagovala československá vláda vyhlášením civilního výjimečného stavu v rizikových oblastech vyhlášením mobilizace armády, což vedlo k uklidnění situace. Dne 29. září byla bez účasti Československa podepsána Mnichovská dohoda, kterou byla nucena čs. vláda k tomu, aby se podvolila nátlaku Adolfa Hitlera a SdP a odstoupila pohraniční oblasti Německu.

## Sloučení s NSDAP a zánik SdP

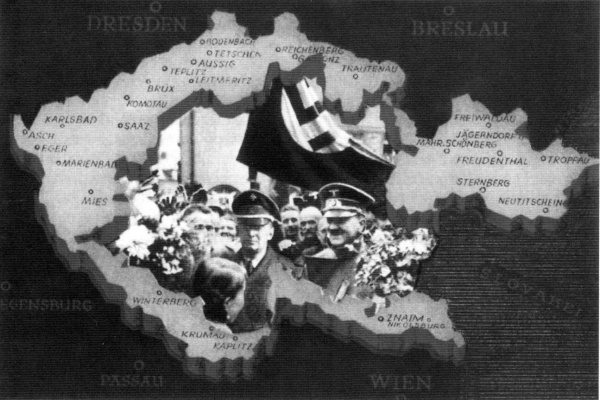
Propagandistická pohlednice oslavující připojení Sudet k Německé říši

Již dlouho před Minichovskou dohodou probíhalo názorové sbližování mezi SdP a NSDAP. To výrazně ulehčilo následující začlenění SdP do NSDAP. Poslední sjezd strany se uskutečnil 16. října v Ústí nad Labem. Dne 30. října 1938 Hitler nařídil zřídit novou župu NSDAP Sudety se sídlem v Liberci. Stranickým vůdcem župy byl ustanoven Konrád Henlein. Z nařízení Rudolfa Hesse byla 5. listopadu SdP převzata do NSDAP.
Protože existovala obava, že by přijetí více než 1,3 milionu členů SdP do NSDAP mohlo ohrozit ideovou jednotu strany, bylo rozhodnuto, že se členové SdP musí ucházet o členství individuálně. Byla stanovena kritéria pro vstup do NSDAP, kdy přednost měli funkcionáři SdP, Německé turnerské jednoty a jiní zasloužilí činovníci. Politická spolehlivost ostatních členů SdP byla posuzována podle data jejich vstupu do strany (preferováni byli ti, kteří vstoupili do strany ještě před anšlusem Rakouska. Celkem si po připojení podalo žádost o vstup do NSDAP více než 450 000 sudetských Němců. Díky vstupu bývalých členů SdP do NSDAP tak říšská župa Sudety zaujímala v počtu členů NSDAP vzhledem k počtu obyvatel první místo mezi říšskými župami.
Ve zbytkovém Česko-Slovensku se zbylá část poslanců SdP ustavila již jako součást NSDAP pod vedením Ernsta Kundta.

## Volební výsledky
V parlamentních volbách roku 1935 získala Sudetendeutsche Partei (SdP) největší procento hlasů ze všech kandidujících stran, kde získala 1 249 534 hlasů, tj. 15,18 % (44 mandátů v poslanecké sněmovně, 23 mandátů v senátu). To bylo nejvíce ze všech politických stran a jen díky složité volební matematice nezískala nejvíce mandátů. Prezident Masaryk však oproti zvyklostem Henleina nepověřil sestavením vlády, a místo toho jmenoval Třetí vládu Jana Malypetra. Předsedou poslaneckého klubu SdP se stal Ernst Kundt. SdP, která se v roce 1935 ještě ostře distancovala od NSDAP, požadovala „jen“ větší práva Němců v rámci Československa, získala v Sudetech cca 60% hlasů, německá sociální demokracie získala 11 mandátů. V celostátním měřítku druhá skončila agrární strana se ziskem 1 176 628 hlasů, tj. 14,29 % (mandátů ve sněmovně však získala 45). SdP se tak zároveň stala nejsilnější německou stranou v českých zemích. Tento volební úspěch SdP však znamenal ztráty hlasů pro ostatní německé strany, které byly postupem času likvidovány, a SdP se tak stala dominantní německou stranou v Československu. Ihned po úspěchu ve volbách zahájilo německé ministerstvo zahraničí oficiální financování SdP, když jí udělilo měsíční příspěvek 15 000 říšských marek, který se postupně zvyšoval. Představitelé SdP začali s výrazným prosazováním svých cílů, zejména na:
- vytváření image v zahraničí
- kontakty se zahraničními politiky
- vytváření protičeských nálad
- vyprovokovávání incidentů
- cílenou propagandu, která měla vytvořit obraz utlačované sudetoněmecké menšiny

### Volby do Národního shromáždění ČSR

#### Poslanecká sněmovna
| Volby | Hlasy     | Hlasy | Mandáty | Mandáty | Pozice | Postavení |
| Volby | Počet     | %     | Počet   | ±       | Pozice | Postavení |
| ----- | --------- | ----- | ------- | ------- | ------ | --------- |
| 1935  | 1 249 534 | 15,2  | 44/300  | ▲44     | ▲1.    | Opozice   |

#### Senát
| Volby | Hlasy     | Hlasy | Mandáty | Mandáty | Pozice |
| Volby | Počet     | %     | Počet   | ±       | Pozice |
| ----- | --------- | ----- | ------- | ------- | ------ |
| 1935  | 1 092 255 | 15,0  | 23/150  | ▲23     | ▲1.    |

### Volby do zemských zastupitelstev

#### Zastupitelstvo země České
| Volby | Hlasy   | Hlasy | Mandáty | Mandáty | Pozice |
| Volby | Počet   | %     | Počet   | ±       | Pozice |
| ----- | ------- | ----- | ------- | ------- | ------ |
| 1935  | 891 232 | 22,3  | 20/120  | ▲20     | ▲1.    |

#### Zastupitelstvo země Moravskoslezské
| Volby | Hlasy   | Hlasy | Mandáty | Mandáty | Pozice |
| Volby | Počet   | %     | Počet   | ±       | Pozice |
| ----- | ------- | ----- | ------- | ------- | ------ |
| 1935  | 317 998 | 16,8  | 8/60    | ▲8      | ▲4.    |

Zatímco na začátku roku 1935 měla Sudetoněmecká strana jen mírně přes 100 000 členů, po volbách došlo k rychlému růstu a dva měsíce po volbách bylo členy strany 371 315 osob. Na konci roku 1936 měla strana už 459 883 členů.